# Caddella haddadi
Espèce
Caddella haddadi est une espèce d'opilions dyspnois de la famille des Acropsopilionidae.

## Distribution
Cette espèce est endémique du Cap-Occidental en Afrique du Sud. Elle se rencontre vers Bredasdorp.

## Description
Le mâle holotype mesure 3,3 mm.

## Systématique et taxinomie
Cette espèce a été décrite par Lotz en 2011.

## Étymologie
Cette espèce est nommée en l'honneur de Charles R. Haddad.

## Publication originale
- Lotz, 2011 : « Three new harvestmen species from southern Africa (Arachnida: Opiliones: Caddidae, Neopilionidae, Assamiidae). » Journal of Afrotropical Zoology, vol. 7, p. 3–8.